# Götz-Friedrich-Preis
Der Götz-Friedrich-Preis ist nach dem Musiktheaterregisseur Götz Friedrich benannt und mit 5.000 Euro dotiert. Die Götz-Friedrich-Stiftung würdigt und fördert damit herausragende Leistungen im Bereich der Musiktheaterregie und vergibt den Preis zum Zweck der Nachwuchsförderung.
Der Preis zeichnet Regisseure unter 35 Jahren aus und wurde durch die Deutschsprachige Opernkonferenz ausgerichtet. Seit der Spielzeit 2022/2023 ist der Preis an der Deutschen Oper Berlin beheimatet, der Hauptwirkungsstätte von Götz Friedrich. Der Preis wird finanziell vom Förderkreis des Hauses unterstützt.

## Regiepreis
| Spielzeit       | Regisseur                 | Oper                                                                            | Ort der Aufführung                    |        |
| --------------- | ------------------------- | ------------------------------------------------------------------------------- | ------------------------------------- | ------ |
| 1997/98         | Michael Schulz            | Poulenc: Dialogues des Carmélites                                               | Aalto-Musiktheater Essen              |        |
| 1999/00         | Franziska Severin         | Teofane                                                                         | Stadttheater St. Gallen               |        |
| 2000/01         | Sebastian Baumgarten      | Puccini: Tosca                                                                  | Staatstheater Kassel                  |        |
| 2001/02         | Jörg Behr                 | Hyperion                                                                        | Freiburger Theater                    |        |
| 2002/03         | Stefan Herheim            | Bellini: I puritani                                                             | Aalto-Musiktheater Essen              |        |
| 2003/04         | Philipp Kochheim          | Wagner: Tannhäuser                                                              | Theater Heidelberg                    |        |
| 2004/05         | Lorenzo Fioroni           | Honegger: Johanna auf dem Scheiterhaufen                                        | Staatstheater Kassel                  | [ 2 ]  |
| 2006/07         | Benedikt von Peter        | Chief Joseph                                                                    | Theater Heidelberg                    | [ 3 ]  |
| 2007/08         | Johannes Erath            | Jules Massenet: Cendrillon                                                      | Stadttheater Bern                     | [ 3 ]  |
| 2008/09         | Elisabeth Stöppler        | Britten: Peter Grimes                                                           | Musiktheater im Revier, Gelsenkirchen | [ 4 ]  |
| 2009/10         | Eva-Maria Höckmayr        | Debussy: Pelléas et Mélisande                                                   | Theater Aachen                        | [ 5 ]  |
| 2010/11         | Benjamin Schad            | Britten: The Turn of the Screw                                                  | Oper Köln                             | [ 6 ]  |
| 2011/12         | Eva-Maria Weiss           | Aschenputtel                                                                    | Staatsoper Unter den Linden           | [ 7 ]  |
| 2012/13         | Julia Huebner             | Die erleuchtete Fabrik (Collage mit Werken von Nono, Kurtág, Maderna und Berio) | Deutsches Nationaltheater Weimar      | [ 8 ]  |
| 2013/14         | Yuval Sharon              | Adams: Doctor Atomic                                                            | Staatstheater Karlsruhe               | [ 9 ]  |
| 2014/15         | Nadja Loschky             | Puccini: Madama Butterfly                                                       | Theater Bielefeld                     | [ 10 ] |
| 2015/16         | Ute M. Engelhardt         | Janáček: Das schlaue Füchslein                                                  | Oper Frankfurt                        | [ 11 ] |
| 2016/17         | Mizgin Bilmen             | Dalbavie: Charlotte Salomon                                                     | Theater Bielefeld                     | [ 12 ] |
| 2017/18 2018/19 | Nina Russi                | Bernstein: Trouble in Tahiti / A Quiet Place                                    | Theater Aachen                        | [ 13 ] |
| 2023/24         | Lisenka Heijboer Castanon | John Adams: The Gospel according to the other Mary                              | Volksoper Wien                        | [ 1 ]  |

## Studiopreis
Seit der Spielzeit 2009/10 vergibt die Stiftung auch einen Studio-Preis, der mit 2.500 Euro dotiert ist. Dieser Preis soll die beste Regie im Bereich Kindermusiktheater, experimentelles Musiktheater oder Kammeroper auszeichnen.
| Spielzeit       | Regisseur            | Oper                                                                               | Ort der Aufführung                                    |        |
| --------------- | -------------------- | ---------------------------------------------------------------------------------- | ----------------------------------------------------- | ------ |
| 2009/10         | Elmar Supp           | Noahs Flut                                                                         | Theater Heidelberg                                    | [ 14 ] |
| 2010/11         | Tabea Kranefoed      | Die Bremer Stadtmusikanten                                                         | Theater Erfurt bei den DomStufen-Festspielen          | [ 15 ] |
| 2011/12         | nicht verliehen      |                                                                                    |                                                       | [ 7 ]  |
| 2012/13         | Anselm Dalferth      | Kagel: Der mündliche Verrat                                                        | Nationaltheater Mannheim                              | [ 16 ] |
| 2013/14         | Béatrice Lachaussée  | Rihm: Jakob Lenz                                                                   | Oper Köln in der Trinitatiskirche                     | [ 17 ] |
| 2014/15         | Dorian Dreher        | Schubert: Schwanengesang                                                           | Nationaltheater Mannheim                              | [ 18 ] |
| 2015/16         | Alexander Fahima     | Rzewski: Der Triumph des Todes (nach dem Oratorium Die Ermittlung von Peter Weiss) | Deutsches Nationaltheater Weimar und Kunstfest Weimar | [ 11 ] |
| 2016/17         | Anna Drescher        | Udo Zimmermann: Weisse Rose                                                        | Theater Orchester Biel Solothurn                      | [ 19 ] |
| 2017/18 2018/19 | Kai Anne Schuhmacher | Viktor Ullmann: Der Kaiser von Atlantis                                            | Theater Gera                                          | [ 13 ] |

Die Preisgelder wurden 2016, wie „in den letzten Jahren“, von der GASAG gestiftet.

## Weitere Preise
2015 wurden zwei zusätzliche Preise verliehen:
- Der Sonderpreis Tischlerei beinhaltet die Einladung zu einer Inszenierung an dieser Spielstätte der Deutschen Oper Berlin und wurde an Maximilian von Mayenburg für Xerxes verliehen.
- Der neu gestiftete Karan-Armstrong-Preis (benannt nach der Sängerin Karan Armstrong, der Witwe Götz Friedrichs) ging an Martin G. Berger für seine Inszenierung der Fledermaus von Johann Strauss am Staatstheater Hannover.[10]